# Duel pe autostradă
Duel pe autostradă (titlu original: Duel) este un film american  thriller de acțiune de televiziune din 1971 regizat de Steven Spielberg. Rolurile principale au fost interpretate de actorii Dennis Weaver, Jacqueline Scott și Carey Loftin.
Scenariul este bazat pe o povestire omonimă din 1971 de Richard Matheson.

## Prezentare
Se concentrează pe povestea unui om de afaceri navetist, interpretat de Dennis Weaver, care își conduce mașina prin California pentru a întâlni un client. Cu toate acestea, el se trezește urmărit și terorizat de șoferul, în mare parte nevăzut, al unui camion.

## Distribuție
- Dennis Weaver - David Mann
  - Dale Van Sickel served - Weaver's stunt driver.
- Jacqueline Scott - Mrs. Mann†
- Carey Loftin - Truck Driver
- Eddie Firestone - Café Owner
- Lou Frizzell - Bus Driver†
- Eugene Dynarski - Man in Café
- Lucille Benson - Lady at Snakerama
- Tim Herbert - Gas Station Attendant
- Charles Seel - Old Man
- Shirley O'Hara - Waitress
- Alexander Lockwood - Jim, Old Man in Car
- Amy Douglass - Old Woman in Car
- Sweet Dick Whittington - Radio Interviewer

† Apare numai în versiunea cinemnatografică extinsă.

## Premii
- Marele premiu la Festivalul Internațional de Film Fantastic de la Avoriaz din 1973. Principalul rezultat al festivalului a fost succesul fenomenal al filmului de televiziune Duel pe autostradă al lui Steven Spielberg, în vârstă de 25 de ani, care a fost în esență prima lucrare celebră de lungmetraj a regizorului. Trebuie avut în vedere faptul că printre concurenții lui Spielberg s-au numărat maeștri celebri ai cinematografiei și ai genurilor horror și science fiction (Marco Ferreri, Mario Bava, Marcello Aliprandi), iar printre filmele prezentate la această primă ediție s-au numărat filme care au intrat ulterior în lista clasicilor genului filmelor de groază și științifico-fantastic: The Abominable Dr. Phibes, Reazione a catena, Dunwich Horror, dar inovația tânărului regizor Spielberg a fost pe gustul juriului condus de celebrul René Clément, juriu în care au fost membri maeștri precum Christopher Lee, Juan Luis Buñuel și Alain Robbe-Grillet.